# Bouna Sarr
Bouna Sarr (Lione, 31 gennaio 1992) è un calciatore francese naturalizzato senegalese, di ruolo difensore o centrocampista, svincolato. Con la nazionale senegalese si è laureato campione d'Africa nel 2022.

## Caratteristiche tecniche
Inizialmente ala, è stato spostato nel ruolo di terzino destro. Ha una maggiore predisposizione per la fase offensiva.

## Carriera

### Club
Il 7 luglio 2015 viene acquistato dal Olympique Marsiglia.
Il 5 ottobre 2020 viene acquistato dal Bayern Monaco.

### Nazionale
Nel 2014 viene convocato dalla Guinea, con cui non esordisce.
Nell'aprile 2018 viene contattato dal Senegal, rifiutando la chiamata, salvo poi tornare suoi propri passi nel settembre 2021. Esordisce il 9 ottobre dello stesso anno in occasione della sfida vinta 4-1 contro la Namibia.
Convocato per la Coppa d'Africa 2021, raggiunge la finale con il Senegal, in cui affronta l'Egitto; la sfida si protrae sino ai calci rigore, in cui Sarr fallisce il proprio tiro dal dischetto, ma la sua squadra si laurea campione d'Africa.

## Statistiche

### Presenze e reti nei club
Statistiche aggiornate al 11 novembre 2023.
| Stagione             | Squadra              | Campionato           | Campionato | Campionato | Coppe nazionali | Coppe nazionali | Coppe nazionali | Coppe continentali | Coppe continentali | Coppe continentali | Altre coppe | Altre coppe | Altre coppe | Totale | Totale |
| Stagione             | Squadra              | Comp                 | Pres       | Reti       | Comp            | Pres            | Reti            | Comp               | Pres               | Reti               | Comp        | Pres        | Reti        | Pres   | Reti   |
| -------------------- | -------------------- | -------------------- | ---------- | ---------- | --------------- | --------------- | --------------- | ------------------ | ------------------ | ------------------ | ----------- | ----------- | ----------- | ------ | ------ |
| 2011-2012            | Metz                 | L2                   | 9          | 1          | CF              | 1               | 0               | -                  | -                  | -                  | -           | -           | -           | 10     | 1      |
| 2012-2013            | Metz                 | N                    | 29         | 3          | CF+CdL          | 1+3             | 0               | -                  | -                  | -                  | -           | -           | -           | 33     | 3      |
| 2013-2014            | Metz                 | L2                   | 28         | 1          | CF+CdL          | 1+1             | 0               | -                  | -                  | -                  | -           | -           | -           | 30     | 1      |
| 2014-2015            | Metz                 | L1                   | 30         | 2          | CF+CdL          | 2+1             | 1+0             | -                  | -                  | -                  | -           | -           | -           | 33     | 3      |
| Totale Metz          | Totale Metz          | Totale Metz          | 96         | 7          |                 | 10              | 1               |                    |                    |                    |             |             |             | 106    | 8      |
| 2015-2016            | O. Marsiglia         | L1                   | 25         | 2          | CF+CdL          | 3+2             | 0+1             | UEL                | 3                  | 0                  | -           | -           | -           | 33     | 3      |
| 2016-2017            | O. Marsiglia         | L1                   | 26         | 0          | CF+CdL          | 1+2             | 0+1             | -                  | -                  | -                  | -           | -           | -           | 29     | 1      |
| 2017-2018            | O. Marsiglia         | L1                   | 29         | 0          | CF+CdL          | 3+1             | 0               | UEL                | 15                 | 1                  | -           | -           | -           | 48     | 1      |
| 2018-2019            | O. Marsiglia         | L1                   | 29         | 1          | CF+CdL          | 1+1             | 0               | UEL                | 6                  | 0                  | -           | -           | -           | 37     | 1      |
| 2019-2020            | O. Marsiglia         | L1                   | 27         | 1          | CF+CdL          | 4+1             | 1+0             | -                  | -                  | -                  | -           | -           | -           | 32     | 2      |
| 2020-ott. 2020       | O. Marsiglia         | L1                   | 2          | 0          | CF              | -               | -               | UCL                | -                  | -                  | -           | -           | -           | 2      | 0      |
| Totale O. Marsiglia  | Totale O. Marsiglia  | Totale O. Marsiglia  | 138        | 4          |                 | 19              | 3               |                    | 24                 | 1                  |             | -           | -           | 181    | 8      |
| 2020-2021            | Bayern Monaco        | BL                   | 8          | 0          | CG              | 2               | 0               | UCL                | 5                  | 0                  | SG+SU+Cmc   | 0           | 0           | 15     | 0      |
| 2021-2022            | Bayern Monaco        | BL                   | 5          | 0          | CG              | 1               | 1               | UCL                | 5                  | 0                  | SG          | 1           | 0           | 12     | 1      |
| 2022-2023            | Bayern Monaco        | BL                   | 1          | 0          | CG              | 0               | 0               | UCL                | 0                  | 0                  | SG          | 0           | 0           | 1      | 0      |
| 2023-2024            | Bayern Monaco        | BL                   | 2          | 0          | CG              | 2               | 0               | UCL                | 1                  | 0                  | SG          | 0           | 0           | 5      | 0      |
| Totale Bayern Monaco | Totale Bayern Monaco | Totale Bayern Monaco | 16         | 0          |                 | 5               | 1               |                    | 11                 | 0                  |             | 1           | 0           | 33     | 1      |
| Totale carriera      | Totale carriera      | Totale carriera      | 250        | 11         |                 | 34              | 5               |                    | 35                 | 1                  |             | 1           | 0           | 320    | 17     |

### Cronologia presenze e reti in nazionale
| Cronologia completa delle presenze e delle reti in nazionale ― Senegal | Cronologia completa delle presenze e delle reti in nazionale ― Senegal | Cronologia completa delle presenze e delle reti in nazionale ― Senegal | Cronologia completa delle presenze e delle reti in nazionale ― Senegal | Cronologia completa delle presenze e delle reti in nazionale ― Senegal | Cronologia completa delle presenze e delle reti in nazionale ― Senegal | Cronologia completa delle presenze e delle reti in nazionale ― Senegal | Cronologia completa delle presenze e delle reti in nazionale ― Senegal |
| Data                                                                   | Città                                                                  | In casa                                                                | Risultato                                                              | Ospiti                                                                 | Competizione                                                           | Reti                                                                   | Note                                                                   |
| ---------------------------------------------------------------------- | ---------------------------------------------------------------------- | ---------------------------------------------------------------------- | ---------------------------------------------------------------------- | ---------------------------------------------------------------------- | ---------------------------------------------------------------------- | ---------------------------------------------------------------------- | ---------------------------------------------------------------------- |
| 9-10-2021                                                              | Thiès                                                                  | Senegal                                                                | 4 – 1                                                                  | Namibia                                                                | Qual. Mondiali 2022                                                    | -                                                                      |                                                                        |
| 12-10-2021                                                             | Johannesburg                                                           | Namibia                                                                | 1 – 3                                                                  | Senegal                                                                | Qual. Mondiali 2022                                                    | -                                                                      |                                                                        |
| 11-11-2021                                                             | Lomé                                                                   | Togo                                                                   | 1 – 1                                                                  | Senegal                                                                | Qual. Mondiali 2022                                                    | -                                                                      |                                                                        |
| 14-11-2021                                                             | Thiès                                                                  | Senegal                                                                | 2 – 0                                                                  | Rep. del Congo                                                         | Qual. Mondiali 2022                                                    | -                                                                      |                                                                        |
| 10-1-2022                                                              | Bafoussam                                                              | Senegal                                                                | 1 – 0                                                                  | Zimbabwe                                                               | Coppa d'Africa 2021 - 1º turno                                         | -                                                                      |                                                                        |
| 14-1-2022                                                              | Bafoussam                                                              | Senegal                                                                | 0 – 0                                                                  | Guinea                                                                 | Coppa d'Africa 2021 - 1º turno                                         | -                                                                      | 90’                                                                    |
| 18-1-2022                                                              | Bafoussam                                                              | Malawi                                                                 | 0 – 0                                                                  | Senegal                                                                | Coppa d'Africa 2021 - 1º turno                                         | -                                                                      |                                                                        |
| 25-1-2022                                                              | Bafoussam                                                              | Senegal                                                                | 2 – 0                                                                  | Capo Verde                                                             | Coppa d'Africa 2021 - Ottavi di finale                                 | -                                                                      |                                                                        |
| 30-1-2022                                                              | Yaoundé                                                                | Senegal                                                                | 3 – 1                                                                  | Guinea Equatoriale                                                     | Coppa d'Africa 2021 - Quarti di finale                                 | -                                                                      |                                                                        |
| 2-2-2022                                                               | Yaoundé                                                                | Burkina Faso                                                           | 1 – 3                                                                  | Senegal                                                                | Coppa d'Africa 2021 - Semifinale                                       | -                                                                      | 50’                                                                    |
| 6-2-2022                                                               | Yaoundé                                                                | Senegal                                                                | 0 – 0 dts (4 – 2 dtr)                                                  | Egitto                                                                 | Coppa d'Africa 2021 - Finale                                           | -                                                                      |                                                                        |
| 25-3-2022                                                              | Il Cairo                                                               | Egitto                                                                 | 1 – 0                                                                  | Senegal                                                                | Qual. Mondiali 2022                                                    | -                                                                      |                                                                        |
| 29-3-2022                                                              | Dakar                                                                  | Senegal                                                                | 1 – 0 dts (3 – 1 dtr)                                                  | Egitto                                                                 | Qual. Mondiali 2022                                                    | -                                                                      | 68’                                                                    |
| Totale                                                                 |                                                                        | Presenze                                                               | 13                                                                     |                                                                        | Reti                                                                   | 0                                                                      |                                                                        |

## Palmarès

### Club

#### Competizioni nazionali
- Campionato francese di seconda divisione: 1

Metz: 2013-2014
- Campionato tedesco: 3

Bayern Monaco: 2020-2021, 2021-2022, 2022-2023
- Supercoppa di Germania: 1

Bayern Monaco: 2021

#### Competizioni internazionali
- Coppa del mondo per club: 1

Bayern Monaco: 2020

### Nazionale
- Coppa d'Africa: 1

Camerun 2021

### Individuale
- Squadra della stagione della UEFA Europa League: 1

2017-2018